# کوتبوس
کوتبوس شهری در جنوب ایالت براندنبورگ آلمان است. این شهر دارای یک فرودگاه داخلی نیز است و همچنین این شهر در کوهپایه واقع شده است و به همین جهت دارای آب و هوای مطلوبی است. جمعیت این شهر در سال ۲۰۲۱ بیش از ۹۸۰۰۰ نفر بوده است. به دلیل وجود دانشگاه فنی براندنبورگ سالانه چندین هزار دانشجوی خارجی برای تحصیل به کوتبوس راهی می‌شوند.